# Tsgabu Grmay
Tsgabu Grmay (ur. 25 sierpnia 1991 w Mekelie) – etiopski kolarz szosowy, zawodnik należącej do dywizji UCI WorldTeams drużyny Trek-Segafredo.

## Najważniejsze osiągnięcia
2010
- 5. miejsce w Tour of Rwanda
- 6. miejsce w mistrzostwach Afryki (jazda ind. na czas)

2011
- 5. miejsce w Toscana-Terra di ciclismo

2012
- 1. miejsce w mistrzostwach Afryki do lat 23 (jazda ind. na czas)
- 2. miejsce w mistrzostwach Afryki (jazda ind. na czas)

2013
- 2. miejsce w Tour de Taiwan
  - 1. miejsce na 5. etapie
- 1. miejsce w mistrzostwach Etiopii (start wspólny)
- 1. miejsce w mistrzostwach Etiopii (jazda ind. na czas)
- 5. miejsce w La Tropicale Amissa Bongo
- 9. miejsce w Tour de Langkawi

2014
- 1. miejsce w mistrzostwach Etiopii (start wspólny)
- 1. miejsce w mistrzostwach Etiopii (jazda ind. na czas)
- 10. miejsce w Tour de Korea

2015
- 1. miejsce w mistrzostwach Afryki (jazda ind. na czas)
- 3. miejsce w mistrzostwach Afryki (jazda druż. na czas)
- 1. miejsce w mistrzostwach Etiopii (start wspólny)
- 1. miejsce w mistrzostwach Etiopii (jazda ind. na czas)
- 5. miejsce w mistrzostwach Afryki (start wspólny)
- 10. miejsce w Tour of Qinghai Lake

2016
- 2. miejsce w mistrzostwach Afryki (jazda ind. na czas)
- 4. miejsce w mistrzostwach Afryki (jazda druż. na czas)
- 9. miejsce w mistrzostwach Afryki (start wspólny)